# Wilhelm Erath
Wilhelm Erath (* 30. Mai 1820 in Horb am Neckar; † 23. Juni 1908 ebenda) war ein württembergischer Kaufmann und Politiker.

## Leben
Wilhelm Erath besuchte die Lateinschule in Horb. Später war er Kaufmann und Stadtrat in Horb. Er war Vorstand des Bezirks-Gewerbevereins, des Gewerbeschul-Rats und des Feuerwehr-Verwaltungsrats. Ab 1865 war er auch Handelsrichter. Von 1874 bis 1899 war er Stadtschultheiß von Horb.
Erath war Mitglied der Zweiten Kammer der Württembergischen Landstände von 1862 bis 1876 für das Oberamt Horb und die Demokratische Volkspartei. Von 1868 bis 1870 gehörte er außerdem als Abgeordneter des Wahlkreises Württemberg 16 (Freudenstadt, Horb, Oberndorf, Herrenberg, Sulz) dem Zollparlament an.